# هانسی مولر
هانسی مولر (به آلمانی: Hansi Müller) بازیکن فوتبال و هافبک اهل آلمان است که از سال ۱۹۷۸ میلادی عضو تیم ملی فوتبال آلمان بوده‌است. وی در ۴۲ بازی ملی حضور داشته است و آخرین بازی ملی خود را در سال ۱۹۸۳ میلادی انجام داد. هانسی مولر در بازی‌های ملی‌اش ۵ گل به ثمر رساند.